# الوجهة النهائية 4
الوجهة النهائية 4 (بالإنجليزية: 4 Final Destination)‏، فيلم رعب خارق للطبيعة وتم إنتاجه بتقنية الثري دي، الفيلم من كتابة إيريك بريس وإخراج ديفيد آر.أليس وكلاهما عملا على فيلم الوجهة النهائية 2. هذا الفيلم هو الجزء الرابع من سلسلة أفلام الوجهة النهائية وهو أول جزء بتقنية الثري دي. ولا يسلط هذا الجزء الضوء على الأجزاء السابقة إلا على لقطة لقصاصة جريدة تتحدث عن رحلة الطائرة التي انفجرت في الجزء الأول.
يصور الفيلم شاب ورفاقه يكونون في مدرج لمشاهدة سباق حي للسيارات، وخلال السباق تتحطم سيارة في الحلبة وتبدأ بقية السيارات بالانفجار والتحطم وتؤدي لموت عدد كبير من الجمهور ومن بينهم الشاب ورفاقه، ولكن الشاب يراوده هاجس فيقوم بتنبيه رفاقه بالابتعاد عن المدرج ويبتعدون مع بضع أشخاص آخرين قبل حدوث التحطم. ويبقى الموت يطاردهم بعد الحادث لأن حياتهم ينبغي أن تنتهي حيث يقوم الموت بملاحقتهم بنفس التسلسل الذي ينبغي أن يموتوا به إن بقوا على مدرج حلبة السباق ذاك.

## وصلات خارجية
- Official site
- Official trailer site
- الوجهة النهائية 4 على موقع IMDb (الإنجليزية)
- الوجهة النهائية 4 على موقع ميتاكريتيك (الإنجليزية)
- الوجهة النهائية 4 على موقع روتن توميتوز (الإنجليزية)
- الوجهة النهائية 4 على موقع نتفليكس (الإنجليزية)
- الوجهة النهائية 4 على موقع قاعدة بيانات الأفلام العربية
- الوجهة النهائية 4 على موقع ألو سيني (الفرنسية)
- الوجهة النهائية 4 على موقع Turner Classic Movies (الإنجليزية)
- الوجهة النهائية 4 على موقع أول موفي (الإنجليزية)
- الوجهة النهائية 4 على موقع بوكس أوفيس موجو (الإنجليزية)
- الوجهة النهائية 4 على موقع فيلمافينيتي (الإسبانية)